# Dmitrij Ivanovič di Russia (1582-1591)
Dmitrij Ivanovič, conosciuto anche come Zarevic Dmitrij, Dmitrij di Uglič (in russo Иван Иванович, Царевич Дмитрий, Дмитрий Углицкий?; Mosca, 19 ottobre 1582 – Uglič, 15 maggio 1591), è stato Zarevic di Russia, figlio di Ivan il Terribile e Marija Fëdorovna Nagaja. Fu canonizzato nel 1606.

## Biografia
Dopo la morte di Ivan IV, il fratello più vecchio di Dmitrij, Fëdor I, salì al trono. Tuttavia il vero detentore del potere era il cognato di Fëdor, Boris Godunov, un boiardo che ambiva al trono di Russia. Pare che Boris Godunov volesse sbarazzarsi di Dmitrij, perché sarebbe potuto succedere a Fëdor, che non aveva figli. Nel 1584 Godunov mandò in esilio Dmitrij, sua madre e i fratelli di lei nell'appannaggio di Uglič. Il 15 maggio 1591 Dmitrij morì pugnalato in circostanze misteriose.

## Incidente o assassinio
I cronisti russi e gli storici successivi formularono due possibili scenari su cosa fosse successo a Dmitrij. La prima teoria è che egli fu ucciso per ordine di Boris Godunov e che l'omicidio fu fatto passare per incidente (questa versione era sostenuta da eminenti storici del XIX secolo come Nikolaj Michajlovič Karamzin, Sergej Solov'ëv, Vasilij Ključevskij ed altri). Le critiche a questa versione derivano dal fatto che Dmitrij era figlio della quinta (o settima) moglie di Ivan IV, e pertanto illegittimo secondo il Diritto canonico (la Chiesa ortodossa russa consentiva un massimo di tre matrimoni). Ciò avrebbe reso qualsiasi pretesa di Dmitrij quanto meno dubbia.
La seconda versione afferma che Dmitrij si sarebbe accoltellato da sé durante una crisi epilettica giocando con un coltello (questa versione era sostenuta dagli storici Michail Pogodin, Sergej Platonov, V. K. Klein, Ruslan Skrynnikov e altri). I detrattori di quest'ipotesi obiettano che, dal momento che durante una crisi epilettica i palmi delle mani sono ben aperti, diventa estremamente improbabile autoinfliggersi una pugnalata. Comunque l'inchiesta ufficiale dell'epoca asserì che la crisi era sopraggiunta mentre il bambino stava giocando ad un gioco simile a freccette, con un coltello che teneva per la lama, rivolta verso di sé. Con il coltello in tale posizione, la versione di una ferita al collo autoinflitta cadendo in avanti durante la crisi appare più realistica.
Esiste anche una terza versione sul destino di Dmitrij, che fu sostenuta da alcuni storici precedenti, quali Konstantin Bestužev-Rjumin, Ivan Beljaev e altri. Essi consideravano possibile che sicari di Boris Godunov avessero tentato di assassinare il giovane, ma che avessero ucciso qualcun altro e che Dmitrij fosse riuscito a fuggire. Quest'ipotesi spiega la successiva comparsa di impostori sponsorizzati dalla nobiltà polacca (Falso Dmitrij I, Falso Dmitrij II, Falso Dmitrij III). La maggior parte degli storici russi, comunque, considera altamente improbabile la sopravvivenza di Dmitrij, in quanto le sue sembianze dovevano essere ben note agli assassini; inoltre è ben noto che molti nobili polacchi che sostenevano il Falso Dmitrij I non credevano loro stessi alla sua storia.

## Avvenimenti successivi
La morte dello Zarevic provocò un violento tumulto a Uglič, istigato dalla madre di Dmitrij e dello zio Michail che gridavano che il bambino era stato ucciso. Udendo ciò, i cittadini inferociti linciarono quindici supposti assassini, tra i quali il rappresentante locale del governo di Mosca e uno dei compagni di gioco di Dmitrij. L'inchiesta ufficiale, condotta da Vasilij Šujskij, concluse che Dmitrij era morto per una ferita alla gola autoinflitta. Di conseguenza la madre Marija Nagaja fu costretta a prendere i voti e fu esiliata in un convento lontano.
Comunque, quando le circostanze politiche cambiarono, Šujskij ritrattò la sua conclusione e asserì che Dmitrij era stato ucciso per ordine di Boris Godunov. Il 3 giugno 1606 le spoglie di Dmitrij furono trasferite a Mosca e il suo culto attecchì rapidamente.

## Ascendenza
|                            |                         |                                   | Genitori                        |  |  | Nonni |  |  | Bisnonni           |  |  | Trisnonni            |  |
|                            |                         |                                   |                                 |  |  |       |  |  | Ivan III di Russia |  |  | Basilio II di Russia |  |
|                            |                         |                                   |                                 |  |  |       |  |  | Ivan III di Russia |  |  | Basilio II di Russia |  |
|                            |                         | Maria di Borovsk                  |                                 |  |  |       |  |  | Ivan III di Russia |  |  |                      |  |
| Basilio III di Russia      |                         |                                   |                                 |  |  |       |  |  | Ivan III di Russia |  |  |                      |  |
|                            |                         | Sophia Paleologa                  | Tommaso Paleologo               |  |  |       |  |  |                    |  |  |                      |  |
|                            |                         | Sophia Paleologa                  | Tommaso Paleologo               |  |  |       |  |  |                    |  |  |                      |  |
|                            |                         | Sophia Paleologa                  | Caterina Zaccaria               |  |  |       |  |  |                    |  |  |                      |  |
| Ivan IV di Russia          |                         | Sophia Paleologa                  |                                 |  |  |       |  |  |                    |  |  |                      |  |
|                            |                         | Principe Vasilij L'vovič Glinskij | Principe Lev Borisevič Glinskij |  |  |       |  |  |                    |  |  |                      |  |
|                            |                         | Principe Vasilij L'vovič Glinskij | Principe Lev Borisevič Glinskij |  |  |       |  |  |                    |  |  |                      |  |
|                            |                         | Principe Vasilij L'vovič Glinskij | …                               |  |  |       |  |  |                    |  |  |                      |  |
| Elena Vasil'evna Glinskaja |                         | Principe Vasilij L'vovič Glinskij |                                 |  |  |       |  |  |                    |  |  |                      |  |
|                            |                         | Ana Jakšić                        | Stefan Jakšić                   |  |  |       |  |  |                    |  |  |                      |  |
|                            |                         | Ana Jakšić                        | Stefan Jakšić                   |  |  |       |  |  |                    |  |  |                      |  |
|                            |                         | Ana Jakšić                        | Milica Belmužević               |  |  |       |  |  |                    |  |  |                      |  |
| Dmitrij Ivanovič di Russia |                         | Ana Jakšić                        |                                 |  |  |       |  |  |                    |  |  |                      |  |
|                            | Fëdor Michajlovič Nagoj | …                                 |                                 |  |  |       |  |  |                    |  |  |                      |  |
|                            | Fëdor Michajlovič Nagoj | …                                 |                                 |  |  |       |  |  |                    |  |  |                      |  |
|                            | Fëdor Michajlovič Nagoj | …                                 |                                 |  |  |       |  |  |                    |  |  |                      |  |
| Fëdor Fëdorovič Nagoj      | Fëdor Michajlovič Nagoj |                                   |                                 |  |  |       |  |  |                    |  |  |                      |  |
|                            |                         | Evdokija ?                        | …                               |  |  |       |  |  |                    |  |  |                      |  |
|                            |                         | Evdokija ?                        | …                               |  |  |       |  |  |                    |  |  |                      |  |
|                            |                         | Evdokija ?                        | …                               |  |  |       |  |  |                    |  |  |                      |  |
| Marija Fëdorovna Nagaja    |                         | Evdokija ?                        |                                 |  |  |       |  |  |                    |  |  |                      |  |
|                            |                         | …                                 | …                               |  |  |       |  |  |                    |  |  |                      |  |
|                            |                         | …                                 | …                               |  |  |       |  |  |                    |  |  |                      |  |
|                            |                         | …                                 | …                               |  |  |       |  |  |                    |  |  |                      |  |
| …                          |                         | …                                 |                                 |  |  |       |  |  |                    |  |  |                      |  |
|                            |                         | …                                 | …                               |  |  |       |  |  |                    |  |  |                      |  |
|                            |                         | …                                 | …                               |  |  |       |  |  |                    |  |  |                      |  |
|                            |                         | …                                 | …                               |  |  |       |  |  |                    |  |  |                      |  |
|                            |                         | …                                 |                                 |  |  |       |  |  |                    |  |  |                      |  |

## Riferimenti culturali
La versione dell'omicidio è presente nel dramma di Puškin Boris Godunov, dal quale Modest Petrovič Musorgskij trasse la sua opera.

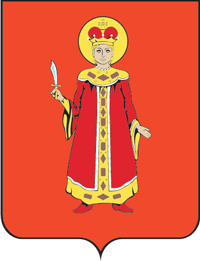
Lo stemma della città di Uglič, in cui è rappresentato Dmitrij Ivanovič.